# Tractatus de intellectus emendatione

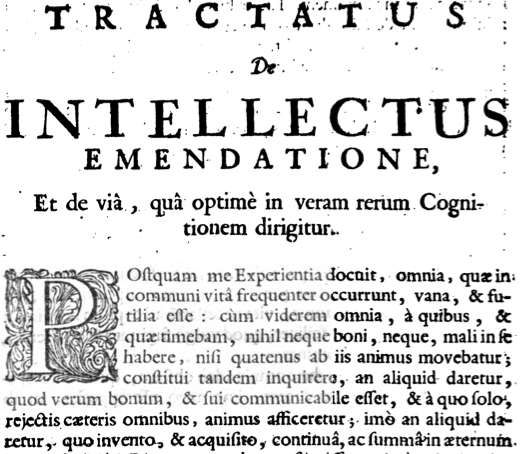
Het begin van de Tractatus de intellectus emendatione in de Opera Posthuma (1677) van Spinoza, de eerste publicatie ervan na Spinoza's overlijden.
Vertaling:
Vertoog over de verbetering van het verstand en de manier waarop het tot ware kennis kan worden gebracht.
"Toen de ervaring me geleerd had, dat alles in het dagelijks leven zinloos en nietig is, en ik begreep dat alles waarvoor ik bang was alleen maar iets goeds of slechts inhield voor zover het mijn geest beroerde, besloot ik tenslotte na te gaan of er iets echt goeds bestaat..."

De Tractatus de intellectus emendatione (Nederlands: Verhandeling over de verbetering (zuivering) van het verstand) is een werk van de Joods-Nederlandse filosoof Benedictus de Spinoza. Hij werkte er zijn hele leven aan en rondde het nooit af. Sommige commentatoren beweren dat het doel van het werk door Spinoza voltooid werd met het schrijven van de Ethica. 
In de verhandeling zet Spinoza een methode uiteen, om de eenheid van de ziel met de gehele Natuur te begrijpen door duidelijke voorstellingen van onduidelijke te onderscheiden en op de juiste wijze te verbinden.

Ik kom nu tot uw vraag, die als volgt luidt: Bestaat er een of andere methode, of kan er een methode bestaan zodanig, dat wij daarmee bij het overdenken van de meest verheven dingen, zonder te struikelen en zonder tegenzin, steeds verder kunnen gaan? Of is het zo dat onze geest, evenals ons lichaam, onderworpen is aan toevalligheden, en dat onze gedachten meer door geluk dan door wijsheid worden bestuurd? Ik denk dat mijn antwoord op deze vragen bevredigend zal zijn, als ik zal aantonen dat er noodzakelijkerwijs een methode moet bestaan, volgens welke wij onze heldere en duidelijke voorstellingen kunnen besturen en met elkaar verbinden, en dat het verstand niet, zoals het lichaam, aan toevalligheden is onderworpen.
— Spinoza aan Johannes Bouwmeester (1666)

De tekst, voor zover deze compleet is, bestaat uit twee delen. Deel een legt uit dat het bewustzijn naar zijn aard ware voorstellingen kan vormen en geeft aan  hoe ware van andere voorstellingen kunnen worden onderscheiden. Deel twee, dat voor de voltooiing afgebroken wordt, onderzoekt wat de krachten en het vermogen van het Verstand zijn.
Spinoza onderscheidt twee fundamentele vermogens: het Verstand en de Verbeelding. Het Geheugen wordt ook kort behandeld.

## Inhoud
| Hoofdstuk | Titel (Latijn)                                 | Vertaalde titel                                          |
| --------- | ---------------------------------------------- | -------------------------------------------------------- |
| 1 I.      | De bonis quae homines plerumque appetunt       | Goede zaken die men het meest nastreeft                  |
| 2 II.     | De bono vero et summo                          | Het ware en hoogste goed                                 |
| 3 III.    | Quaedam vivendi regulae                        | Een paar levensregels                                    |
| 4 IV.     | De diversis percipiendi modis                  | Verschillende manieren om iets te kennen                 |
| 5 V.      | De optimo modo percipiendi                     | De beste manier om iets te kennen                        |
| 6 VI.     | De intellectus instrumentis, ideis veris       | De middelen van het verstand, ware denkbeelden           |
| 7 VII.    | De recta methodo cognoscendi                   | De juiste methode van kennen                             |
| 8 VIII.   | Methodi pars prima. De idea ficta              | Methoden deel 1. Verzonnen denkbeelden                   |
| 9 IX.     | De idea falsa                                  | Onware denkbeelden                                       |
| 10 X.     | De idea dubia                                  | Twijfelachtige denkbeelden                               |
| 11 XI.    | De memoria et oblivione. Conclusio.            | Over onthouden en vergeten. Conclusie.                   |
| 12 XII.   | Methodi pars secunda. De duplici perceptione.  | Methoden deel 2                                          |
| 13 XIII.  | De conditionibus definitionis.                 | Over de voorwaarden van een definitie.                   |
| 14 XIV.   | De mediis quibus res aeternas cognoscuntur.    | Hoe eeuwige zaken gekend kunnen worden.                  |
| 15 XV.    | De viribus intellectus eiusque proprietatibus. | Over de krachten van het verstand en zijn eigenschappen. |

## Inleiding
Het eerste deel van de verhandeling zet het doel en de voorwaarden van de nieuwe methode uiteen en heeft een autobiografisch karakter. Spinoza wil het hoogste geluk bereiken. Hiervoor vraagt hij zich af wat tot dit hoogste geluk leidt. De gangbare opvattingen hierover wijst hij af: de liefde tot tijdelijke zaken zoals rijkdom, eer en zingenot leiden slechts tot tijdelijk geluk en brengen evenveel nadeel. Daarom wil hij zijn liefde richten op een eeuwig en oneindig goed: het verwerven van de volmaakte begrip van de eeuwige orde en de vaste natuurwetten, ofwel het bewustzijn van de eenheid van de ziel met de hele Natuur, ofwel: de hoogste menselijke volmaaktheid.
Dit bewustzijn wil hij voor een ethische gemeenschap realiseren, die alle wetenschappen moeten aanwenden om het hoogste goed te verwerkelijken. Wie meedoet met Spinoza's project moet net als hijzelf zo min mogelijk naar eer, zingenot en rijkdom streven en zo veel mogelijk het verstand van de mensen moeten aanspreken.

## De methode
Spinoza begint door vier soorten kennis te onderscheiden:
1. Berustend op ‘horen-zeggen’
2. Berustend op ‘alleen maar ervaring’
3. Waarbij het wezen van een zaak uit iets anders wordt afgeleid, hoewel niet adequaat (onvolledig)
4. Die waarbij een ding alleen uit zijn wezen wordt begrepen, ofwel uit de kennis van zijn onmiddellijke oorzaak

De eerste twee soorten kennis zijn inadequaat (ongeschikt) voor de verwerving van ware kennis: de eerste soort is volstrekt onbetrouwbaar en leert ons niets over het wezen van een zaak en de tweede soort is onzeker en leert ons slechts bijkomstigheden.
Een voorbeeld van de derde soort is het afleiden van het gegeven dat de zon groter is dan hij lijkt uit de kennis van de aard van het gezichtsvermogen of het afleiden van een regelmatigheid uit een gegeven axioma. De derde soort is weliswaar zeker en bruikbaar, maar niet het middel tot de gewenste vervolmaking. Hoewel de vierde soort de hoogste en gezochte vorm van kennis is, zegt Spinoza hierover dat er slechts zeer weinig dingen zijn die hij op deze wijze heeft kunnen begrijpen.
Spinoza stelt het doel vast waarop wij al onze gedachten zouden moeten richten, namelijk uitgaande van een gegeven volmaakte voorstelling en een gegeven ware voorstelling volgens bepaalde regels verder zoeken.

## Het eerste deel van de methode: fictieve, valse en twijfelachtige voorstellingen
Het eerste deel van de methode bestaat eruit ware voorstellingen af te zonderen en de geest te beletten deze te verwarren met de overige voorstellingen. Die laatste bestaan volgens Spinoza uit fictieve, valse en twijfelachtige voorstellingen, ofwel inbeeldingen.
- Fictieve voorstellingen hebben betrekkingen op mogelijkheden, niet op noodzakelijkheden of onmogelijkheden. Als wij eenmaal de oorzaak kennen van een ding, dan zal het bestaan ervan ofwel onmogelijk ofwel noodzakelijk zijn (als de oorzaak bestaat, dan bestaat het gevolg noodzakelijkerwijs ook). Wanneer wij deze zekerheid verworven hebben, dan kunnen wij ons hierover niets meer inbeelden. Daarom kunnen we ons volgens Spinoza niets inbeelden over zaken die hun eigen oorzaak zijn, zoals God. Het bestaan van God is volgens hem een eerste en eeuwige waarheid (merk hierbij wel op dat Spinoza pantheïst was: voor hem betekent God hetzelfde als Natuur).

- Valse voorstellingen komen door het gelijktijdig en ten onrechte aandacht schenken aan verschillende verwarde voorstellingen. Men kan zich een volstrekt eenvoudige zaak niet inbeelden, maar die alleen maar begrijpen. Zijn de zaken eenmaal begrepen en op juiste wijze met elkaar in verband gebracht, dan zal ook de voorstelling van de daaruit samengestelde zaak helder en waar zijn.

Voorstellingen die klaar en duidelijk zijn kunnen nooit valse voorstellingen zijn. Over de valse voorstellingen delibereert Spinoza relatief kort, omdat dit type verwant is aan de overige onware voorstellingen, zoals de fictieve voorstellingen die al behandeld zijn. In tegenstelling tot fictieve voorstellingen zijn valse voorstellingen altijd vaag en onhelder.
- Twijfelachtige voorstellingen ontstaan niet door de voorstelling van de zaak zelf waaraan wordt getwijfeld, maar door een andere voorstelling, die niet klaar en duidelijk is. Iemand die bijvoorbeeld nog nooit heeft nagedacht over de bedrieglijkheid van zijn zintuigen zal pas gaan twijfelen aan de werkelijke grootte van de zon, wanneer de voorstelling van de bedrieglijkheid van de zintuigen zijn verbeelding aandoet. Het hernieuwde inzicht, dat afgeleid kan worden, heft de twijfel weer op. De twijfel is uiteindelijk niets meer dan een zweven van de geest tussen bevestigen en ontkennen en ontstaat altijd doordat men de dingen niet systematisch genoeg heeft onderzocht.

Tot slot behandelt Spinoza nog het geheugen, de vergetelheid en de taal. Het Geheugen is niets anders dan een gewaarwording van indrukken op de hersenen, gekoppeld aan het besef dat deze gewaarwording een bepaalde duur heeft. Deze gewaarwordingen noemen wij herinneringen.
Het geheugen kan versterkt worden op twee manieren, namelijk met het Verstand en met de Verbeelding. Hoe begrijpelijker een zaak is, des te gemakkelijker men haar kan onthouden. En hoe intenser onze verbeelding of ons zogenaamde gezond verstand door een stoffelijk lichaam wordt getroffen, des te gemakkelijker men haar kan onthouden.
Ook woorden maken deel uit van onze Verbeelding en kunnen tot vele en grove dwalingen leiden. Woorden worden immers gevormd ten gerieve en naar het bevattingsvermogen van de menigte, zodat zij eigenlijk alleen maar tekens zijn voor de dingen zoals die in de Verbeelding bestaan, maar niet zoals zij bestaan volgens het Verstand.

## Het tweede deel van de methode: klare en duidelijke voorstellingen
Het doel van het Tweede Deel van de methode is het verkrijgen van klare en duidelijke voorstellingen. Dat zijn voorstellingen die in het Verstand ontstaan maar niet uit toevallige lichamelijke aandoeningen (Verbeelding) voortkomen. Die duidelijke voorstellingen kan onze geest door verbinding en rangschikking tot één enkele herleiden, zodat die zoveel mogelijk het werkelijke wezen van de Natuur weergeeft.
Het vinden van de voorwaarden voor goede definities en de wijze waarop we deze kunnen vinden is daarom het onderwerp van het Tweede Deel.
Een volmaakte definitie van iets verklaart het innerlijke wezen ervan en niet alleen maar enkele eigenschappen. Een definitie van iets wat niet zijn eigen oorzaak is, moet:
1. De onmiddellijke oorzaak bevatten
2. Alle eigenschappen moeten eruit afgeleid kunnen worden

Een definitie van een ongeschapen zaak (die niet uit anders voortkomt) moet:
1. Elke oorzaak uitsluiten
2. Existentie (bestaan) insluiten
3. Geen abstracte termen bevatten
4. Alle eigenschappen moeten eruit afgeleid kunnen worden.

De krachten en het vermogen van het Verstand moeten uit de definitie van het Verstand zelf worden afgeleid. We hebben echter nog geen regels om definities op te kunnen stellen en wij kunnen deze regels ook niet vinden alvorens het Verstand gedefinieerd is. Spinoza stuit hier op een systematisch probleem en breekt kort hierna zijn werk af. Hij benoemt nog enkele eigenschappen van het Verstand, die hij intuïtief heeft begrepen en vermeldt dat ook zaken als Liefde en Blijdschap tot het Denken behoren, maar niets met het onderhavige onderwerp te maken hebben.